# 德拉比夫區
德拉比夫區（烏克蘭語：Драбівський район）是位於烏克蘭中部切爾卡瑟州的舊區，首府設於德拉比夫，面積1,160.62平方公里，2015年人口35,781，人口密度每平方公里30.83人。該區於2020年7月18日被廢除。